# Wuhan Zhongyu Automobile
Wuhan Zhongyu Automobile Co. Ltd. ist ein Hersteller von Kraftfahrzeugen aus der Volksrepublik China.

## Unternehmensgeschichte
Das Unternehmen wurde 1965 in Wuhan gegründet. Eine Quelle nennt als anfängliche Firmierung Wuhan Pedicab. Die Produktion von Automobilen begann. Der Markenname lautet Wuhan. 1976 erfolgte laut einer Quelle die Umfirmierung in Wuhan No. 2 Motor Vehicle Factory. Dongfeng Motor Corporation übernahm 2002 das Unternehmen. 2003 endete die Produktion von Personenkraftwagen. Seitdem entstehen nur noch Nutzfahrzeuge und Pick-ups. Im April 2004 erfolgte die Übernahme durch die Zhejiang Zhongyu Group. 2013 bezeichnete die Zhejiang Zhongyu (Holding) Group Wuhan Zhongyu Automobile als eines ihrer Tochterunternehmen.
Eine andere Quelle gibt davon abweichend an, dass Wuhan Zhongyu Auto einmal ein Joint Venture zwischen Dongfeng Motor Corporation und Zhejiang Zhongyu Auto war, bis Dongfeng Ende 2008 die restlichen Anteile übernahm.

## Fahrzeuge
Die ersten beiden Modelle WH 210 und WH 211 waren Geländewagen, die dem Beijing BJ212 ähnelten. In Bezug auf die Technik bestand eine Zusammenarbeit mit Uljanowski Awtomobilny Sawod.
1980 folgte mit dem BJ 213 Changjiang der erste chinesische Geländewagen mit einer fünftürigen Kombikarosserie. Dieses Modell wurde 1991 durch die Modelle WHQ 6450 und WHY 6450 GY / WHQ 2020 abgelöst.
Ebenfalls 1991 erschien der Pick-up WHQ 1020 S.
2002 folgte mit dem WHQ 6461 GY ein SUV und mit dem WHQ 1030 ein weiterer Pick-up.
2005 folgten Kastenwagen nach Lizenzen der Daimler AG.

## Pkw-Produktionszahlen
Nachfolgend eine Übersicht über die Produktionszahlen von Pkw. 2003 entstanden zusätzlich 2335 Pick-ups und im Folgejahr 1205.
| Jahr | Pkw-Produktionszahl | Quelle      |
| ---- | ------------------- | ----------- |
| 2000 | 700                 | [ 2 ] [ 7 ] |
| 2001 | 428                 | [ 2 ] [ 7 ] |
| 2002 | 12                  | [ 2 ] [ 7 ] |
| 2003 | 15                  | [ 2 ] [ 7 ] |
| 2004 | 0                   | [ 7 ]       |